# Svenska mästerskapen i dressyr 1972
Svenska mästerskapen i dressyr 1972 avgjordes i Strömsholm. Tävlingen var den 22:e upplagan av Svenska mästerskapen i dressyr.

## Resultat
| Placering | Ryttare        | Häst      |
| --------- | -------------- | --------- |
| 1         | Maud von Rosen | Lucky Boy |
| 2         | Ulla Håkansson | Ajax      |
| 3         | Ninna Swaab    | Casanova  |